# Агапій Гончаренко
о. Ага́пій Гончаре́нко (англ. Agapius Honcharenko, справжнє ім'я: Андрій Онуфрійович Гумницький; 31 серпня 1832,  с. Крива, Таращанського повіту, Київської губернії, Російська імперія — 5 травня 1916, Каліфорнія, США) — відомий український священник, правозахисник та громадський діяч, один із перших українських політичних емігрантів.

## Біографія
Народився Андрій Гончаренко у сім'ї священника Онуфрія Гумницького. У родині, окрім старшого Андрія, було ще п'ятеро дітей — сини Василій та Петро, доньки Євдокія, Марія та Олександра. У рідному селі отримав початкову освіту. 1853 року закінчив вище відділення Київської духовної семінарії і пішов на службу до Києво-Печерської лаври: з того часу носив ім'я Агапій.
Придивившись до нового ченця, митрополит Філарет прийняв його на посаду секретаря канцелярії. Це дало можливість спостерігати за управлінням Російської православної церкви зсередини, стало підґрунтям для формування настроїв та світогляду Агапія. Він познайомився з Кулішем та Драгомановим, близькими за духом стали для нього вірші Тараса Шевченка. Це була доба приязні велетнів, кожен із яких сповна віддавав себе ідеї служіння Україні.
Однак самодержавна Росія не терпіла вільнодумства. У 1857 році отця Агапія призначили священником до посольської церкви Афін. Маючи вроджену схильність до мов, отець Агапій вивчив грецьку. Царська таємна розвідка уважно стежила за кореспонденцією отця і, перехопивши листа, передала його послові Росії у Греції Олександрові Озерову. Той 16 лютого 1860 року запросив Агапія пообідати на пароплаві «Русалка», вручив йому наказ про арешт і негайне повернення до Росії. На щастя, друзі, довідавшись про арешт, зуміли викрасти Агапія дорогою до Росії, і вже 4 березня він виїхав до Лондона.
Перебуваючи в Лондоні, Агапій підтримував зв'язки з Олександром Герценом, Михайлом Бакуніним, «декабристами» та іншими емігрантами-опонентами царської влади, що проживали в Західній Європі. У часописах російських вільнодумців «Дзвін» та «Полярна Зірка», що виходили в Лондоні, почали з'являтися статті отця Агапія.
Починаючи з 1861 року, ієродиякон Агапій Гумницький виступав під псевдонімом Агапій Гончаренко. Є підстави вважати, що псевдонім, який згодом став прізвищем, було взято з політичних мотивів, бо на Київщині в Андрія-Агапія Гумницького залишилися родичі, які могли б зазнати переслідувань.
Півторарічне перебування в Лондоні було наповнене цікавими знайомствами, подорожами, науковими пошуками. Агапій відвідав Османську імперію, побував на Афонській горі, де в одному з монастирів відшукав свого дядька — Дмитра Богуна. Він відвідав Єрусалим, побував у Ліванських горах і дивом врятувався в Єгипті, де на нього влаштувала замах російська розвідка.
18 жовтня 1864 року, з метою уникнення подальших переслідувань російських шпигунів, у османському порту Смирна отець Агапій сів на корабель, що прямував до Америки. У новому 1865 році він прибув до Нью-Йорка, де розпочав свою діяльність з викладання грецької мови та справляння богослужінь грецькою та старослов'янською мовами для невеличких тодішніх російських та грецьких громад Америки. Одним з учнів отця Гончаренка був майбутній американський дипломат, учений і письменник Юджин Скайлер. Крім того, Агапій друкувався в часописах, був членом редколегії біблійного товариства та редагував переклад Біблії на арабську мову.
Думка мати власну друкарню не полишала отця Агапія. Саме тоді, в 1867 році, Росія продала Аляску Америці. Американська влада потребувала освічених людей, які могли б розтлумачити мешканцям Аляски нові закони. Нова влада Аляски уклала угоду з Гончаренком про організацію російськомовних друкованих видань для мешканців Аляски. Згодом Гончаренко переїхав до Сан-Франциско, Каліфорнія. Там він зустрів інших політичних емігрантів з імперської Росії та разом із ними організував так званий «Клуб декабристів». Це була перша слов'янська політична організація на території США.
Протягом п'яти років Гончаренко видавав газету двотижневик «Alaska Herald» та російський додаток до неї «Свобода» (в останньому, зокрема, було опубліковано Конституцію США), що були орієнтовані на колишніх громадян Російської імперії, які продовжували жити на Алясці. «Alaska Herald» виходила двома мовами: англійською та вперше серед американських ЗМІ російською, місцями українською. Ці видання також переправляли до Сибіру. Згодом Агапій Гончаренко продав друкарню американському журналісту й політекономісту Генрі Джорджеві Частину отриманих від продажу коштів він передав Смітсонському інституту (англ. Smithsonian Institute) у Вашингтоні та Бібліотеці Конгресу (англ. Congressional Library). Кириличні шрифти передав Банкрофтській друкарні у Сан-Франциско.

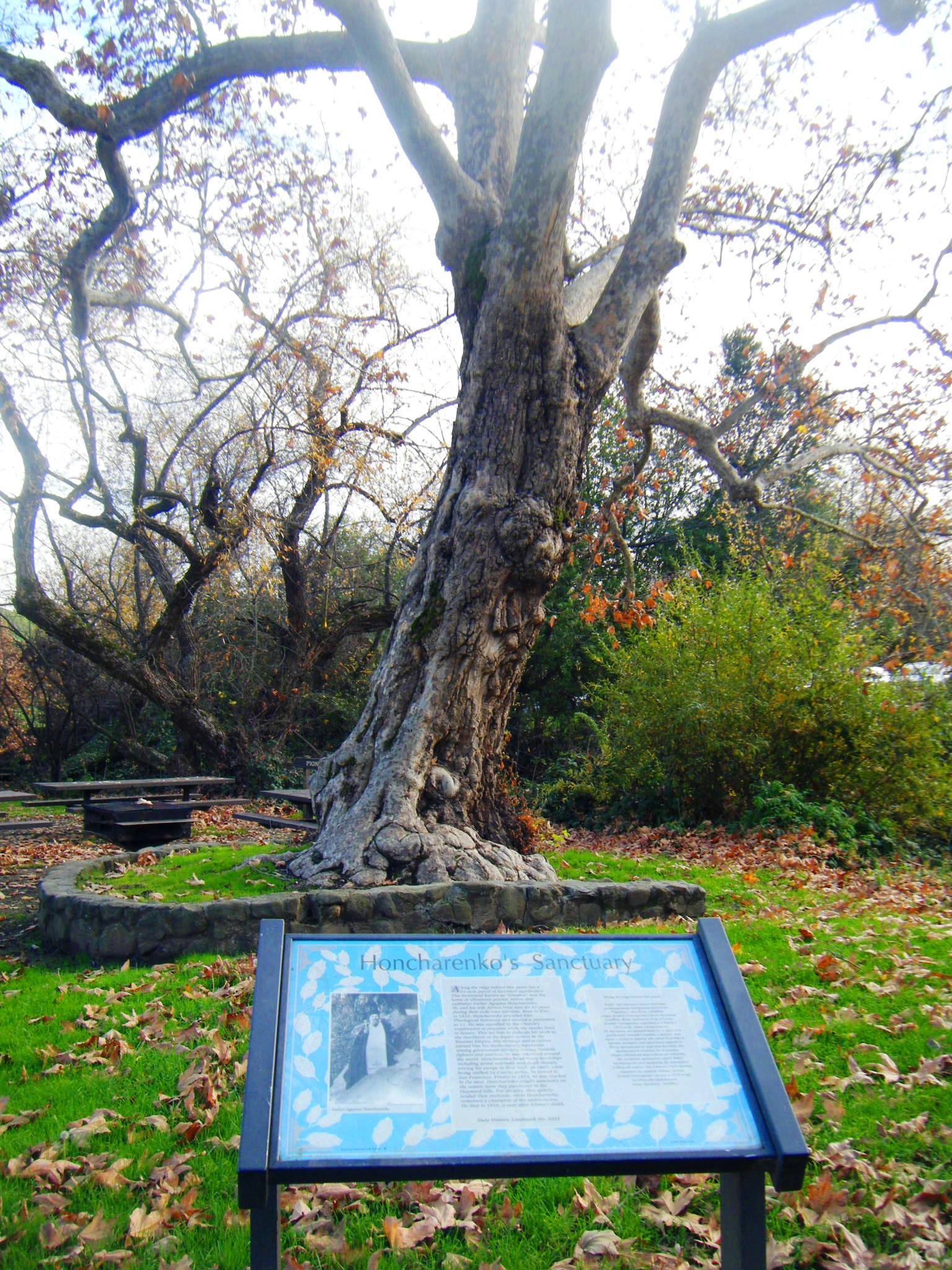
Святилище Гончаренка

На схилі віку Агапій з дружиною Альбіною Цітті (італійкою за походженням) жив у передмісті Сан-Франциско (неподалік м. Гейвард). Про нього як видатну особистість писали місцеві газети, зокрема «The Globe-Democrat» та «The San Francisco Call». З повідомлень преси відомо, що Гончаренко володів п'ятдесятьма акрами землі на пагорбі з чудовим краєвидом, мав одноповерховий котедж білого кольору, прибудовану кухню та фруктовий сад. На брамі його дворища було викарбувано слово «Україна», під фронтоном помешкання — «Свобода».
Помер отець Агапій 5 (за іншими даними — 3 або 6) травня 1916 року. Похований разом із дружиною на фермі, яку занесено до офіційного списку історичних місць Каліфорнії під номером 1025. 15 травня 1999 року колишній хутір Агапія Гончаренка було оголошено державним заповідником «Україна».
А. Гончаренко залишив по собі «Спомини» (1894, Каліфорнія), які завершив словами:
| Моя Ненька Україна і джерело козацтва, якоже фінікс, воскресне на добро людям, на вічну правду і волю… |